# Gerrit Willemsz Horst
Gerrit Willemsz Horst (ca. 1612-1652) est un peintre de l'âge d'or de la peinture néerlandaise.

## Biographie

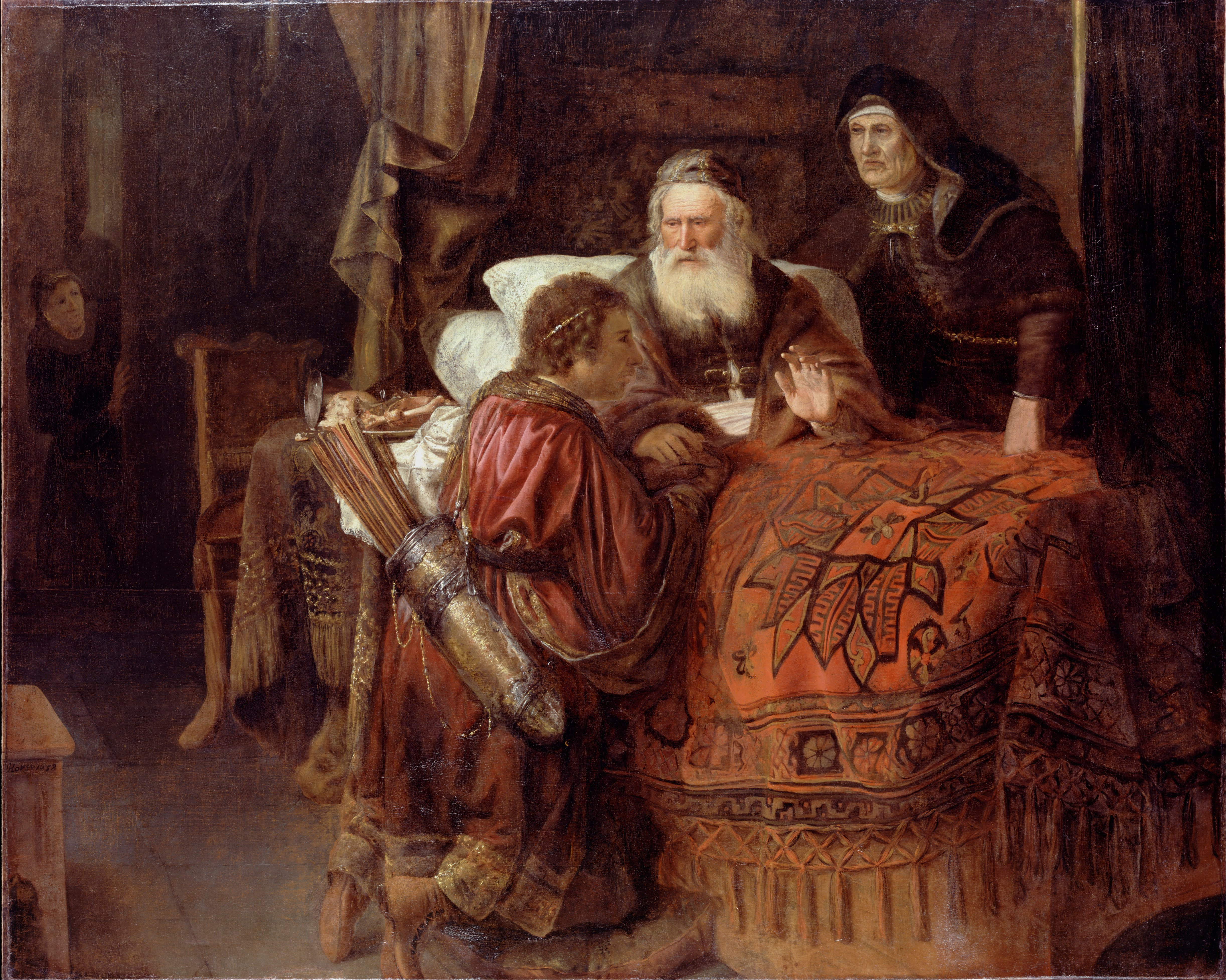
Isaac bénissant Jacob, 1638

Gerrit Willemsz Horst naît vers 1612-1613 à Muiden, près d'Amsterdam.
Il devient actif comme peintre en 1626, dans la capitale des Provinces-Unies. En juin de cette année, il devient l'élève de Antonie Hendricksz Lust puis celui de Rembrandt, vers 1635-1640. Il peint principalement des sujets historiques, des portraits, des natures mortes, des scènes de genre et des sujets religieux.
Dans l’Encyclopédie des peintres néerlandais de nature morte, E. Gemar-Koeltzsch décrit le travail de Gerrit Willemsz Horst ainsi : « Dans les natures mortes de Gerrit Willemsz. Horst, qui sont plutôt datées de la fin de sa carrière, le style est semblable à celui de Willem Kalf. On y voit des tables avec des serviettes blanches sur lesquelles des fruits, du jambon, du homard, des plats, des tasses et des verres sont distribués sur un fond sombre. Les images de Horst peuvent être caractérisées comme des graphiques représentatifs qui peuvent transmettre une certaine indécision sur le nombre d'objets et sur la composition elle-même. Horst est à la recherche d'un terrain créatif médian où l'on trouve dans les orthogonales et les diagonales la plénitude et la vacuité de l'image de façon égale. »
Il cesse d'être actif comme peintre en 1646 ; il séjourne en Italie de 1646 à 1647, avant de rentrer à Amsterdam où il demeure jusqu'à sa mort en octobre 1652 à Amsterdam, où il est enterré le 15 de ce mois.

## Conservation

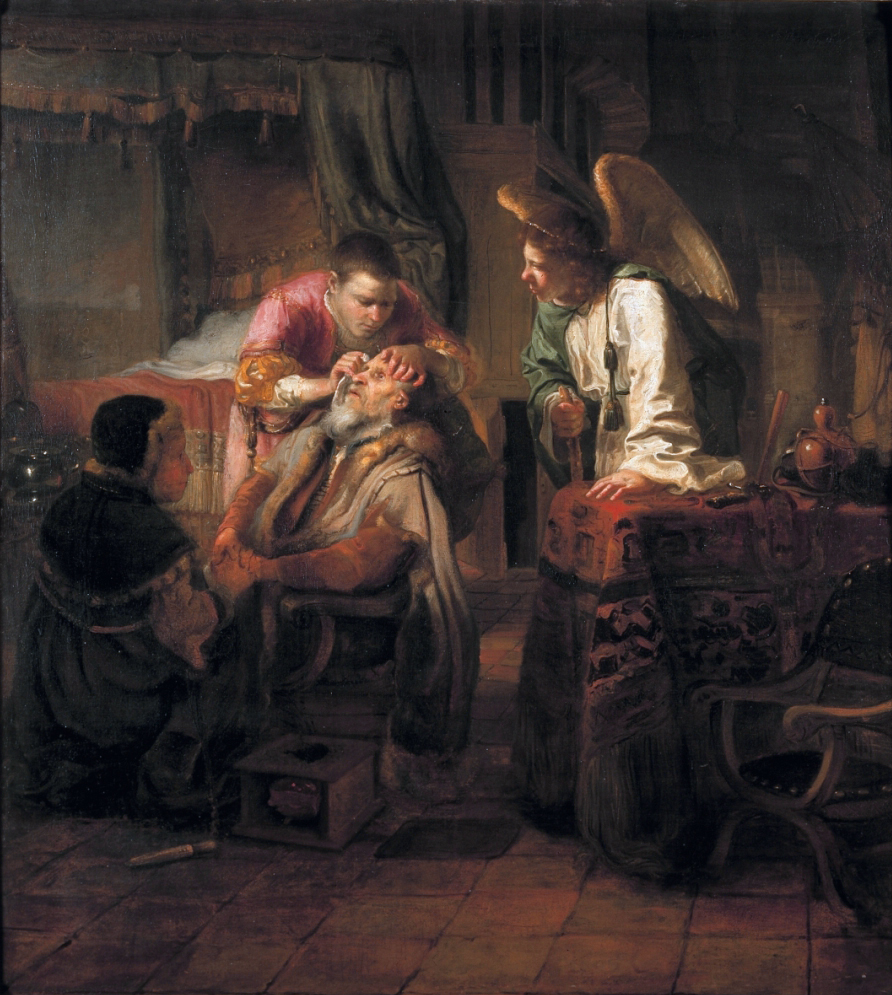
La guérison de Tobit (ca. 1645)

Le Musée de Bode de Berlin possède deux peintures : Chasteté de Scipion et une nature morte (du style de Kalf)
La Galerie nationale d'Irlande possède également une œuvre qui a longtemps été attribuée à Ferdinand Bol : La Supplique de David à Salomon
La Dulwich Picture Gallery de Londres possède Isaac bénissant Jacob (voir ci-contre) et le Musée du couvent Sainte-Catherine d'Utrecht possède La guérison de Tobit (voir ci-contre).